# Waleri Pawlowitsch Schukow
Waleri Pawlowitsch Schukow (russisch Валерий Павлович Жуков; * 8. Februar 1988 in Gorki, Russische SFSR) ist ein russischer Eishockeyspieler, der seit August 2012 beim HK Kuban Krasnodar aus der Wysschaja Hockey-Liga unter Vertrag steht.  

## Karriere
Waleri Schukow begann seine Karriere als Eishockeyspieler in seiner Heimatstadt in der Nachwuchsabteilung von Torpedo Nischni Nowgorod, für dessen zweite Mannschaft er in der Saison 2003/04 in der drittklassigen Perwaja Liga aktiv war. In der folgenden Spielzeit lief er für den Drittligisten HK Sarow auf, ehe er zu seinem Heimatverein zurückkehrte. Für Torpedos Profimannschaft gab er in der Saison 2005/06 sein Debüt in der Wysschaja Liga, der zweiten russischen Spielklasse. In der folgenden Spielzeit stieg er mit seiner Mannschaft als Zweitligameister in die Superliga auf. 
Nachdem Schukow einer Spielzeit mit Torpedo Nischni Nowgorod in der Superliga verbracht hatte, wurde die Mannschaft zur Saison 2008/09 in die neu gegründete Kontinentale Hockey-Liga aufgenommen. In seinem Rookiejahr in der KHL erzielte er in 19 Spielen ein Tor. In der folgenden Spielzeit steigerte er sich auf fünf Vorlagen in 23 Spielen, wobei er parallel in elf Spielen für Torpedos Juniorenmannschaft Tschaika Nischni Nowgorod in der erstmals ausgetragenen multinationalen Nachwuchsliga Molodjoschnaja Chokkeinaja Liga auflief. 
Während der Saison 2010/11 fiel der ehemalige Junioren-Nationalspieler fast die gesamte Spielzeit aus und bestritt nur ein KHL-Spiel für Torpedo Nischni Nowgorod, sowie fünf Spiele für seinen Ex-Klub HK Sarow in der neuen zweiten Spielklasse, der Wysschaja Hockey-Liga.    

### International
Für Russland nahm Schukow an der U18-Junioren-Weltmeisterschaft 2006 teil, bei der er mit seiner Mannschaft den fünften Platz belegte. Im Turnierverlauf blieb er in sechs Spielen punktlos und erhielt zwei Strafminuten. Zudem stand er im Aufgebot seines Landes bei der Super Series 2007.

## Erfolge und Auszeichnungen
- 2007 Meister der Wysschaja Liga und Aufstieg in die Superliga mit Torpedo Nischni Nowgorod

## KHL-Statistik
(Stand: Ende der Saison 2010/11)